# 蓝喉蜂鸟
蓝喉蜂鸟（学名：Chionomesa lactea），是雨燕目蜂鸟科的一种鸟类。
蓝喉蜂鸟体重约4.6克，翼长约53.8毫米，嘴峰长约22.5毫米，喙宽度约2.5毫米，喙厚度约2.2毫米，跗蹠长约4.5毫米，尾长约30.3毫米。蓝喉蜂鸟在其分布区内为留鸟，其栖息在半开放的高大树木组成的森林中，食性为草食性，主要食物来源是植物的花蜜。

## 亚种
- ：分布于委内瑞拉东南部。
- ：分布于巴西中部和南部。
- ：分布于秘鲁东部至玻利维亚北部。[4]